# Río Vadillo (afluente del Bayas)
El río Vadillo es un curso de agua del norte de la península ibérica, afluente del Bayas. Discurre por la provincia de Álava.

## Curso
El río, que discurre por la provincia española de Álava, baña varios lugares del municipio de Cuartango, como Luna y Villamanca. Desemboca en el río Bayas aguas abajo del concejo de Jocano.